# Brazil International 1999
Die Brazil International 1999 (auch São Paulo International 1999 genannt) im Badminton fanden vom 9. bis zum 12. Oktober 1999 in São Paulo statt.

## Sieger und Platzierte
| Disziplin    | Gold                              | Silber                          | Bronze                                   |
| ------------ | --------------------------------- | ------------------------------- | ---------------------------------------- |
| Herreneinzel | Ng Wei                            | Jim Ronny Andersen              | Tam Kai Chuen                            |
| Herreneinzel | Ng Wei                            | Jim Ronny Andersen              | Sergio Llopis                            |
| Dameneinzel  | Anu Weckström                     | Kara Solmundson                 | Brynja Pétursdóttir                      |
| Dameneinzel  | Anu Weckström                     | Kara Solmundson                 | Dolores Marco                            |
| Herrendoppel | Ma Che Kong Yau Tsz Yuk           | Cun Cun Haryono Liu Kwok Wa     | José Antonio Crespo Sergio Llopis        |
| Herrendoppel | Ma Che Kong Yau Tsz Yuk           | Cun Cun Haryono Liu Kwok Wa     | Chris Davies Matthew Hughes              |
| Damendoppel  | Milaine Cloutier Robbyn Hermitage | Ximena Bellido Lorena Blanco    | Ana Ferreira Filipa Lamy                 |
| Damendoppel  | Milaine Cloutier Robbyn Hermitage | Ximena Bellido Lorena Blanco    | Pilar Bellido María de la Paz Luna Félix |
| Mixed        | Mike Beres Kara Solmundson        | William Milroy Milaine Cloutier | José Antonio Crespo Dolores Marco        |
| Mixed        | Mike Beres Kara Solmundson        | William Milroy Milaine Cloutier | José Antonio Iturriaga Ximena Bellido    |